# (78309) Alessielisa
(78309) Alessielisa est un astéroïde de la ceinture principale.

## Description
(78309) Alessielisa est un astéroïde de la ceinture principale. Il fut découvert le 5 août 2002 à Campo Imperatore par Fabrizio Bernardi. Il présente une orbite caractérisée par un demi-grand axe de 2,52 UA, une excentricité de 0,09 et une inclinaison de 12,5° par rapport à l'écliptique.

## Compléments